# Arrichion
Arrichion  lub Arrachion z Figalii (gr. Αρριχίων ο Φιγαλεύς) – starożytny grecki atleta, olimpijczyk. Zwycięzca w pankrationie podczas trzech olimpiad z rzędu: w 572, 568 i 564 roku p.n.e. Ostatnie zwycięstwo przypłacił śmiercią. 
W 564 p.n.e. w walce finałowej zmagał się z nieznanym z imienia atletą, który zacisnął mu uda na szyi i powoli zaczął go dusić. Arrichion nie poddał się jednak i ostatkiem sił zdołał złapać przeciwnika za palce stopy i wykręcić je. Konkurent z bólu zaprzestał dalszej walki. Gdy zwolnił ucisk, okazało się, że Arrichion nie żyje. Sędziowie w dowód uznania przyznali zwycięstwo martwemu już atlecie.
Według relacji przekazanej przez Flawiusza Filostrata (O atletyce 21) Arrichiona w trakcie zakończonej śmiercią walki miał zachęcić do ostatniego wysiłku jego trener Eryksias okrzykiem „Jak piękny to nagrobek – nie poddać się w Olimpii”.